# Veselie la Acapulco

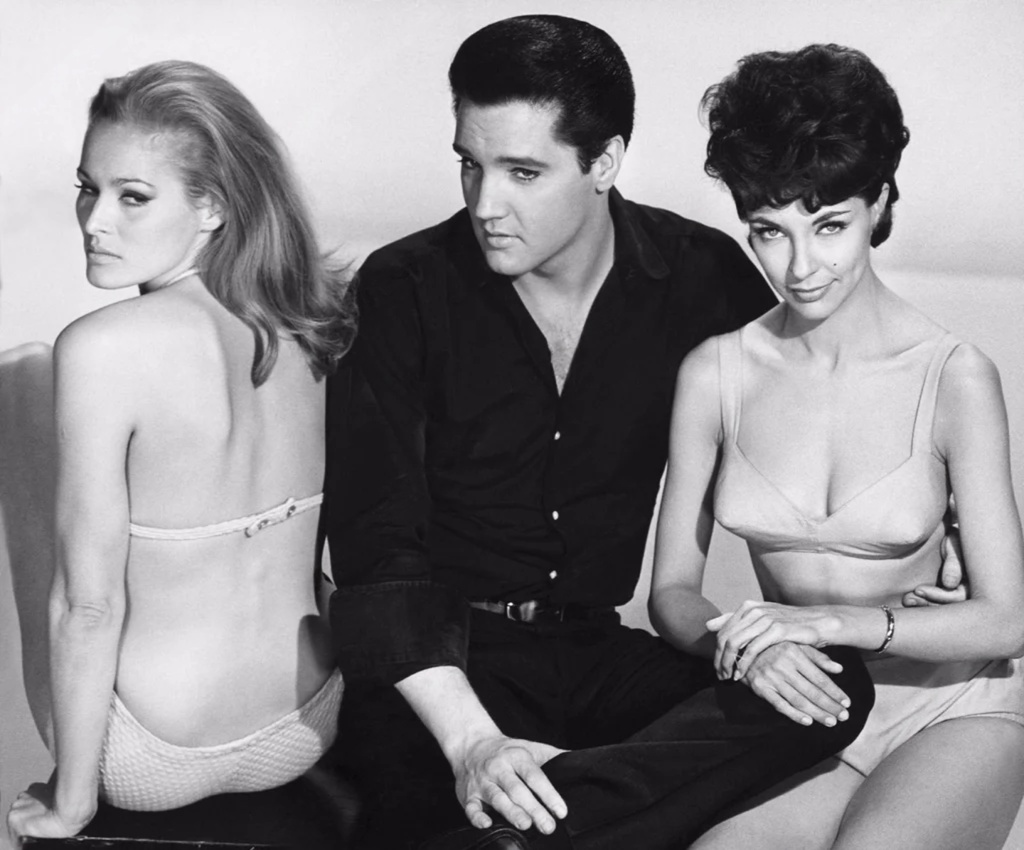
Elvis Presley cu Ursula Andress și Elsa Cárdenas într-o poză promoțională din film

Veselie la Acapulco (titlul original: în engleză Fun in Acapulco) este un film de comedie american, realizat în 1963 de regizorul Richard Thorpe, protagoniști fiind actorii Elvis Presley, Ursula Andress, Elsa Cárdenas, Larry Domasin. Este al 13-lea film al lui Elvis Presley.

## Conținut
Mike Windgren vine la Acapulco ca marinar pe un iaht, dar aici își pierde acest loc de muncă. Micuțul lustragiu Raoul, îl aude cântând și îl convinge să-l lase să-i fie impresar. Prin asta, Mike într-adevăr obține o slujbă de cântăreț la hotelul Hilton. De asemenea, el mai poate să lucreze în acest hotel și ca salvator la piscina hotelului, ca suplinitorul lui Moreno, acesta fiind și săritor de pe stâncă, ca atracție turistică, sărind în fiecare seară de pe stânca înaltă La Quebrada, în apa micului golf.
Mike o cunoaște pe femeia-toreador Dolores, cât și pe fiica directorului hotelului, Marguerita, numită Maggie. Moreno, logodnicul lui Maggie devine gelos pe Mike, află despre el că a fost inițial un  acrobat trapezist la un circ iar în urma unui accident mortal a unui coleg, Mike a suferit din ce în ce mai mult de acrofobie și a trebuit să renunțe la această profesie. Când se ajunge la o luptă între cei doi rivali, Moreno este rănit la umăr. Știind că lui Mike îi este frică de înălțimi, îl obligă totuși să-l înlocuiască în seara aceea, ca săritor de pe stâncă. Mike își depășește frica de înălțime și reușește să facă un salt perfect. Împreună cu Maggie și Raoul, dorește acum să se întoarcă în SUA, la circul său. 

## Distribuție
- Elvis Presley – Mike Windgren
- Ursula Andress – Marguerita Dauphin (Maggie)
- Elsa Cárdenas – Dolores Gomez
- Paul Lukas – Maximilian Dauphin
- Larry Domasin – „amigo” Raoul Almeido
- Alejandro Rey – Moreno
- Robert Carricart – Jose Garcia
- Teri Hope – Janie Harkins
- Genaro Gomez – toreadorul
- Red West – oaspetele de la piscină
- Mariachi Los Vaqueros
- Mariachi Aguila

## Melodii din film
Elvis Presley interpretează în film următoarele melodii: 
- Fun In Acapulco (Sid Wayne & Ben Weisman)
- El Toro (Bill Giant, Bernie Baum & Florence Kaye)
- Marguerita (Don Robertson)
- The Bullfighter Was A Lady (Sid Tepper & Roy C. Bennett)
- (There's) No Room To Rhumba In A Sports Car (Fred Wise & Dick Manning)
- Bossa Nova Baby (Jerry Leiber & Mike Stoller)
- You Can't Say No In Acapulco (Dorothy Fuller & Lee Morris)
- Guadalajara (Pepe Guízar)

Presley cântă de asemenea, melodiile I Think I'm Gonna Like It Here și Vino Dinero Y Amor  cu formația The Four Amigos și piesa Mexico cu Larry Domasin.
Piesa „Guadalajara”, cântată în întregime în spaniolă, a fost adăugată la film ulterior. Acesta a înlocuit melodia planificată inițial Malagueña salerosa, care - probabil, din cauza problemelor dreptului de autor, a fost înlocuită.